# Vereinstaler dell'Hannover
Il Vereinsthaler dell'Hannover fu l'unità monetaria del Regno di Hannover dal 1857 al 1866. 
Il Vereinsthaler rimpiazzò il precedente Tallero di Hannover alla pari. Il Vereinsthaler venne suddiviso in 24 Groschen, ciascuno dei quali composti di 12 Pfennig, quindi 288 Pfennig = 1 Vereinsthaler.
Quando nel 1866 il Regno di Prussia annetté l'Hannover, la monetazione dello stato venne rimpiazzata da quella prussiana introducendovi quindi il Vereinsthaler di Prussia, suddiviso in 30 Silbergroschen, ciascuno da 12 Pfennig (360 Pfennig = 1 Vereinsthaler di Prussia).